# Авдонін Сергій Олександрович
Авдо́нін Сергій Олександрович (нар. 1 липня 1950, м. Донецьк) — український господарник. Галузеві нагороди.

## Життєпис
Навчався у Тернопільській філії Львівського політехнічного інституту (від 1967, нині ТНТУ), Львівському політехнічному інституті (1971—1975, нині національний університет «Львівська політехніка»).
Працював у м. Тернополі:
- 1967—1970 — на меблевій фабриці, 1971—1977 — старшим техніком, старшим інженером філії «Діпроцивільпромбуду»;
- 1977—1984 — старшим експертом сектору експертизи відділу в справах будівництва й архітектури облвиконкому;
- 1984—1985 — інспектором Держархбудконтролю в управлінні містобудування й архітектури міськвиконкому;
- 1985—1988 — головним інженером управління капітального будівництва міськвиконкому;
- 1988—1991 — заступником начальника управління капітального будівництва облвиконкому;
- 1991—1994 — начальником управління капітального будівництва міськвиконкому;
- 1994—2002 — заступником міського голови.
- від 2002 — головний інженер ВАТ «Тернопільбуд».